# Hong Kong Sprint
 (septembre 2024).
Si vous disposez d'ouvrages ou d'articles de référence ou si vous connaissez des sites web de qualité traitant du thème abordé ici, merci de compléter l'article en donnant les références utiles à sa vérifiabilité et en les liant à la section « Notes et références ».
Groupe 1
Le Hong Kong Sprint est une course hippique de plat se déroulant au mois de décembre sur l'hippodrome de Sha Tin à Hong Kong.
C'est une course de Groupe 1 qui se court sur la distance de 1 200 mètres (1 000 mètres jusqu'en 2005), piste en gazon. Le prix s'élève à 24 000 000 HK$. 
Elle se dispute le même jour que la Hong Kong Cup, le Hong Kong Vase et le Hong Kong Mile.

## Palmarès depuis 1999
| Année | Vainqueur         | Pays             | Père             | Jockey          | Entraîneur           | Temps   |
| ----- | ----------------- | ---------------- | ---------------- | --------------- | -------------------- | ------- |
| 2024  | Ka Ying Rising    | Hong Kong        | Shamexpress      | Zac Purton      | David A. Hayes       | 1'08"15 |
| 2023  | Lucky Sweynesse   | Hong Kong        | Sweynesse        | Zac Purton      | Manfred Man Ka-leung | 1'09"25 |
| 2022  | Wellington        | Hong Kong        | All Too Hard     | Ryan Moore      | Richard Gibson       | 1'08"76 |
| 2021  | Sky Field         | Australie        | Deep Field       | Blake Shinn     | Caspar Fownes        | 1'08"66 |
| 2020  | Danon Smash       | Japon            | Lord Kanaloa     | Ryan Moore      | Takayuki Yasuda      | 1'08"45 |
| 2019  | Beat The Clock    | Hong Kong        | Hinchinbrook     | João Moreira    | John Size            | 1'08"12 |
| 2018  | Mr Stunning       | Australie        | Exceed and Excel | Karis Teetan    | Fu-chuen Frankie Lor | 1'08"85 |
| 2017  | Mr Stunning       | Australie        | Exceed and Excel | Nash Rawiller   | John Size            | 1'08"40 |
| 2016  | Aerovelocity      | Nouvelle-Zélande | Pins             | Zac Purton      | Paul O'Sullivan      | 1'08"80 |
| 2015  | Peniaphobia       | Royaume-Uni      | Dandy Man        | João Moreira    | Tony Cruz            | 1'08"74 |
| 2014  | Aerovelocity      | Nouvelle-Zélande | Pins             | Zac Purton      | Paul O'Sullivan      | 1'08"57 |
| 2013  | Lord Kanaloa      | Japon            | King Kamehameha  | Yasunari Iwata  | Takayuki Yasuda      | 1'08"25 |
| 2012  | Lord Kanaloa      | Japon            | King Kamehameha  | Yasunari Iwata  | Takayuki Yasuda      | 1'08"50 |
| 2011  | Lucky Nine        | Irlande          | Dubawi           | Brett Prebble   | Caspar Fownes        | 1'08"98 |
| 2010  | JJ The Jet Plane  | Afrique du Sud   | Jet Master       | Peter Strydom   | Lucky Houdakalis     | 1'08"84 |
| 2009  | Sacred Kingdom    | Australie        | Encosta de Lago  | Brett Prebble   | Ricky Yiu            | 1'09"16 |
| 2008  | Inspiration       | Hong Kong        | Flying Spur      | Darren Breadman | John Moore           | 1'08"68 |
| 2007  | Sacred Kingdom    | Australie        | Encosta de Lago  | Gérald Mossé    | Ricky Yiu            | 1'08"40 |
| 2006  | Absolute Champion | Australie        | Marauding        | Brett Prebble   | David Hall           | 1'07"80 |
| 2005  | Natural Blitz     | Australie        | Maroof           | Glyn Schofield  | Derek Cruz           | 0'57"60 |
| 2004  | Silent Witness    | Hong Kong        | El Moxie         | Felix Coetzee   | Tony Cruz            | 0'56"80 |
| 2003  | Silent Witness    | Hong Kong        | El Moxie         | Felix Coetzee   | Tony Cruz            | 0'56"50 |
| 2002  | All Thrills Too   | Australie        | St Covet         | Gérald Mossé    | David Hayes          | 0'56"40 |
| 2001  | Falvelon          | Australie        | Alannon          | Damien Oliver   | Danny Bougoure       | 0'57"00 |
| 2000  | Falvelon          | Australie        | Alannon          | Damien Oliver   | Danny Bougoure       | 0'56"70 |
| 1999  | Fairy King Prawn  | Hong Kong        | Danehill         | Steven King     | Ricky Yiu            | 0'56"50 |